# Chiers
A Chiers folyó Franciaország területén, a Maas jobb oldali mellékfolyója.

## Földrajzi adatok
Luxemburgban ered 340 méter magasan, és Remilly-Aillicourt-nál, Ardennes megyében torkollik a Maasba. Hossza 127,1 km, vízgyűjtő területe 2222 km². 
Mellékfolyói a Crusne, Ton és az Othain.

## Megyék és városok a folyó mentén
- Meurthe-et-Moselle: Longlaville, Longwy, Longuyon,
- Meuse: Montmédy
- Ardennes: Carignan, Remilly-Aillicourt